# Masnovines (pastís)

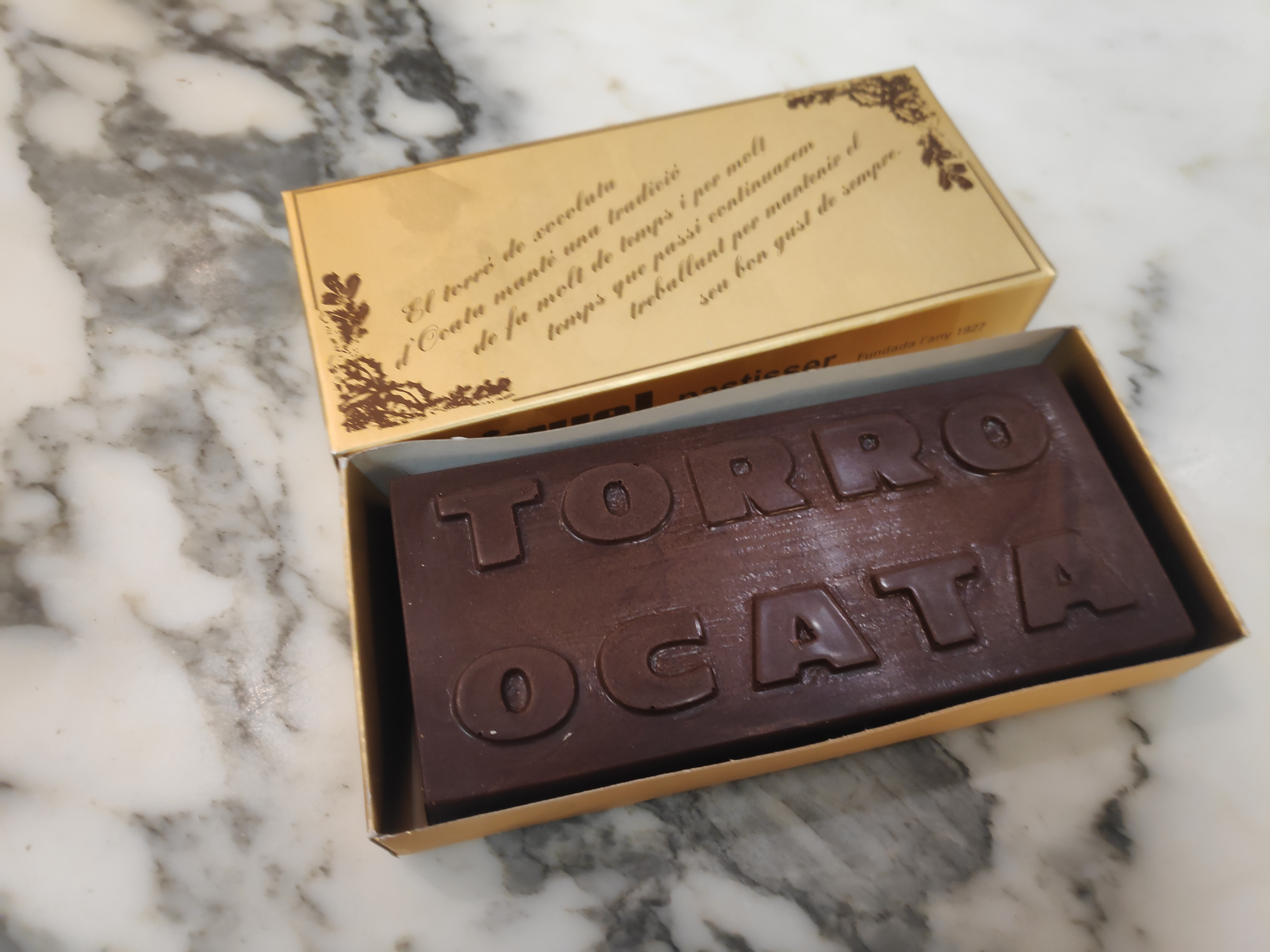
Torró d'Ocata, torró trufat de Cointreau

Les masnovines són unes postres originàries del Masnou (Maresme) formades per una base de pa de pessic enrotllada amb crema cremada i un bany de licor de conyac. Per sobre s'hi afegeix crema cremada i un toc final de gelatina de poma. S'elabora des dels anys seixanta i són ideals per cloure un bon àpat.